# Hugo Gottardi
Hugo Gottardi (Elortondo, 31 luglio 1953) è un ex calciatore argentino, di ruolo attaccante.

## Carriera
Fu capocannoniere del campionato colombiano nel 1983 e nel 1984.